# Vietnamoorlog
De oorlog in Vietnam of Tweede Indochinese Oorlog, in het Westen meestal aangeduid als Vietnamoorlog en binnen Vietnam Amerikaanse Oorlog genoemd, was een oorlog tussen het op de Verenigde Staten georiënteerde Zuid-Vietnam en het op de Sovjet-Unie en China georiënteerde Noord-Vietnam. De oorlog volgde op de Eerste Indochinese Oorlog (in Vietnam 'Franse Oorlog' genoemd) en duurde van 1 november 1955 tot 30 april 1975.
De Vietnamoorlog wordt veelal gezien als een proxyoorlog, met Vietnam als het toneel waarop de grootmachten van de Koude Oorlog hun strijd uitvochten. Hoewel de strijd zich voornamelijk afspeelde in Noord- en Zuid-Vietnam, werd er ook gevochten in de grensgebieden van Laos (Laotiaanse Burgeroorlog) en Cambodja (Cambodjaanse Burgeroorlog). De belangrijkste strijdende partijen waren Noord-Vietnam, gesteund met wapens door China en de Sovjet-Unie, aan de ene kant en Zuid-Vietnam en de Verenigde Staten aan de andere kant, gesteund door landen van de Zuidoost-Aziatische Verdragsorganisatie (ZOAVO) die ook eigen militairen inzetten. Het conflict wordt ook beschouwd als een hybride oorlog. 
Door de inzet van honderdduizenden manschappen, grootschalige bombardementen, het gebruikmaken van chemische middelen als Agent Orange en napalm, zagen de Verenigde Staten zich door toenemende kritiek en massaal protest, ook in eigen land, tegen de volgens velen zinloze strijd genoodzaakt de troepen terug te trekken en uit deze oorlog te stappen. Daarna kwam de door de Amerikanen gesteunde regering van Zuid-Vietnam ten val en werden de beide delen van Vietnam onder communistisch bewind herenigd. De Amerikaanse deelname aan het conflict gold lange tijd als de langste oorlog die door de Verenigde Staten gevoerd werd, voor de latere betrokkenheid bij de oorlog in Afghanistan die duurde van eind 2001 tot de zomer van 2021.

## Aanloop

### Eerste Indochinese Oorlog
Het bombardement van de havenstad Hải Phòng (Tonkin) op 23 november 1946 door Franse oorlogsschepen wordt als het begin van de deze oorlog beschouwd. Het toenmalige Vietnam was onderdeel van de Unie van Indochina, een kolonie van Frankrijk. In december 1946 trok de Vietminh, een Vietnamees bevrijdingsleger onder leiding van Hồ Chí Minh, zich terug vanuit Hanoi.
De VS steunden Frankrijk in het geheim, ten eerste omdat de Vietminh onder communistische invloed stond. Nog een andere reden was dat Frankrijk tijdens de Koude Oorlog een belangrijke bondgenoot was van de VS.
De Eerste Indochinese Oorlog duurde formeel tot 1 augustus 1954. De strijd zelf was echter al voorbij op 7 mei van dat jaar. Nadat de Fransen een zware nederlaag hadden geleden in de Slag bij Điện Biên Phủ sloten Frankrijk en de Vietminh een onmiddellijke wapenstilstand. In juli 1954 werden de Akkoorden van Genève gesloten. Om te voorkomen dat Hồ Chí Minh in heel Vietnam de baas zou worden, werd het land tijdelijk in tweeën gedeeld. Hồ Chí Minh werd de leider van het noordelijke deel.

### Akkoorden van Genève
Uiteindelijk werd in Genève het volgende afgesproken:
1. Vietnam wordt tijdelijk verdeeld in twee delen, met de 17e breedtegraad noord als grens.
2. Geen van beide delen mocht zich aansluiten bij militaire bondgenootschappen of een militaire basis van een ander land op zijn grondgebied toelaten.
3. In juli 1956 zouden nationale verkiezingen worden gehouden, waarna de twee delen binnen de twee jaar herenigd zouden worden.

De akkoorden werden niet door de Verenigde Staten en de regering van Zuid-Vietnam getekend. Zij waren officieel geen partij op de conventie. Een internationale commissie bestaande uit vertegenwoordigers van Polen, Canada en India werd aangesteld om toezicht te houden op de naleving van de akkoorden.
De eerste bepaling hield in dat Frankrijk en Zuid-Vietnam hun troepen uit Noord-Vietnam terugtrokken. De Vietminh moest aanzienlijke delen in het zuiden verlaten. Ongeveer 130.000 Vietminhstrijders en hun familieleden vertrokken naar Noord-Vietnam om daar een communistische staat op te bouwen. Noord-Vietnam wilde een zo snel mogelijke hereniging met Zuid-Vietnam. Hoofdstad van Noord-Vietnam werd Hanoi.
In omgekeerde richting vertrokken bijna een miljoen Noord-Vietnamezen naar Zuid-Vietnam, waar een autoritair regime tot stand kwam gericht op de westerse wereld en gesteund door de Verenigde Staten. Ook kwam er een demarcatielijn ter hoogte van de 17e breedtegraad, de DMZ Vietnam. De Verenigde Staten wilden geen snelle samenvoeging van beide landen, omdat ze vreesden dat dan ook het zuiden communistisch zou worden. Hoofdstad van Zuid-Vietnam werd Saigon.

### Verkiezingen
Voor de Vietminh was de verdeling ongunstig. Ze moest alle gebieden in Zuid-Vietnam opgeven. Ze stemden in met de akkoorden omdat ze verwachtten de nationale verkiezingen in 1956, die waren overeengekomen in de Akkoorden van Genève, te zullen winnen. Ook de Amerikaanse regering vermoedde dat bij eerlijke verkiezingen de communistische Ho Chi Minh de verkiezingen zou winnen. Dit zou voor de Verenigde Staten een behoorlijk gezichtsverlies opleveren. Daarnaast wilden de Amerikanen een buffer tegen het in de regio oprukkende communisme.
Daarop besloten de Verenigde Staten en Zuid-Vietnam de nationale verkiezingen in Vietnam tegen te houden. Als officiële reden daarvoor gaven zij op dat in Noord-Vietnam onmogelijk eerlijke verkiezingen gehouden konden worden. Ook andere communistische staten besloten om niet op de verkiezingen aan te dringen. Voor de Sovjet-Unie was de situatie in Vietnam het niet waard de relatie met de Verenigde Staten op scherp te stellen. China had geen haast met de vereniging van Vietnam. China vreesde bij een communistische overwinning een verdere expansie van Vietnam richting Laos en Cambodja (in 1979 werd Cambodja daadwerkelijk door Vietnam veroverd).

## Amerikaanse oorlog

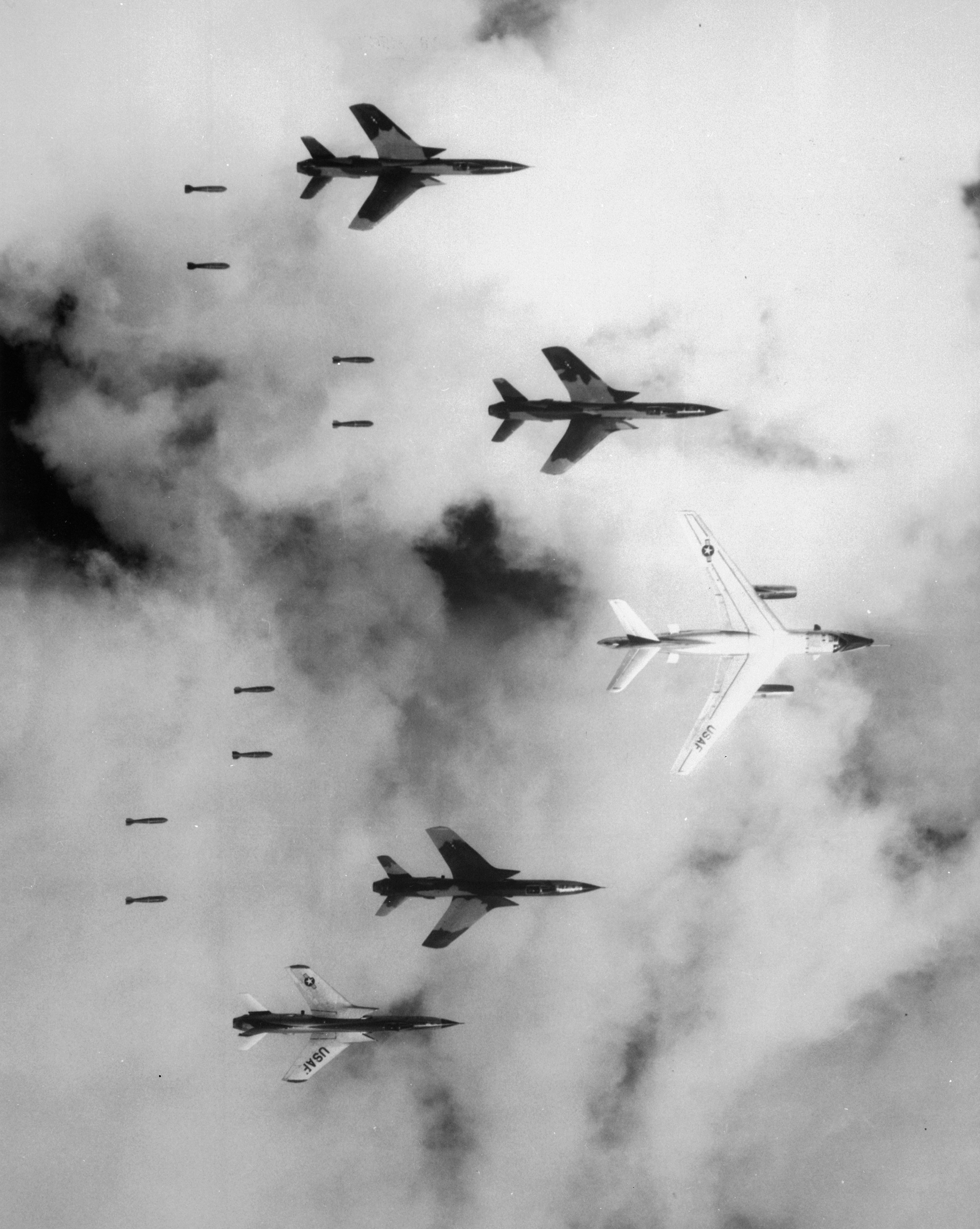
Bombardement op Vietnam, 1966.
Foto:Lt. Col. Cecil J. Poss

In 1957 ontstond in Zuid-Vietnam een oorlog tussen de door Noord-Vietnam gesteunde Vietcong en het door de Verenigde Staten gesteunde Zuid-Vietnamese bewind. De Verenigde Staten steunden Ngô Đình Diệm, de dictator van de Republiek Vietnam (Zuid-Vietnam), in de hoop een levensvatbaar, kapitalistisch Zuid-Vietnam te creëren. Er werd een coalitie gevormd met Zuid-Korea (financieel en militair gesteund door de VS), Thailand, Australië, Nieuw-Zeeland en de Filipijnen om tegen het communistische Noord-Vietnam te strijden. Opmerkelijk genoeg namen het Verenigd Koninkrijk en Canada niet deel aan de oorlog, hoewel zij wel samen met de VS de Koude Oorlog voerden. De VS verleenden Zuid-Vietnam steeds meer steun; in eerste instantie met 'adviseurs', maar later steeds meer met wapens en uiteindelijk ook manschappen.

### Zuid-Vietnam onder Ngô Đình Diệm
De Zuid-Vietnamese bevolking had gemengde gevoelens bij de intocht van Ngô Đình Diệm in juni 1954. De nieuwe Zuid-Vietnamese leider had namelijk een verleden als minister onder het koloniale bestuur van de Fransen. De Amerikanen vonden hem echter geschikt vanwege het feit dat hij een felle anticommunist was. Ngô Đình Diệm was een diepgelovig katholiek, afkomstig uit de inheemse bestuurlijke elite. De Verenigde Staten gaven miljarden dollars aan economische en militaire steun aan Zuid-Vietnam, Ngô gebruikte het geld echter om een politiestaat op te bouwen. Hij trok alle macht naar zich toe, benoemde familieleden op hoge posities en bevoordeelde de katholieke minderheid. De corruptie onder zijn bewind vierde hoogtij. Het regime onderhield goede banden met de rijke landheren, maar deed niets aan de armoede en de ongelijke verdeling van de grond. Intussen won de Vietcong de steun van arme boeren door in de "bevrijde gebieden" de grond onder hen te verdelen.
Hoewel driekwart van de bevolking boeddhist was, was de macht in katholieke handen en werden boeddhisten gediscrimineerd. Op 8 mei 1963, de 2527ste geboortedag van Boeddha, sloeg de vlam volledig in de pan. Ngô's troepen openden die dag in de havenstad Huế het vuur op boeddhisten die protesteerden tegen het verbod om Boeddha's geboortedag met vlagvertoon te vieren. Vervolgens braken in alle grote steden rellen uit. Het regime reageerde met keiharde repressie. De demonstraties werden echter alleen maar heftiger en wonnen nu ook steun van katholieke studenten en intellectuelen. Het protest bereikte een dramatisch hoogtepunt toen een boeddhistische monnik zichzelf vrijwillig in brand stak op een druk kruispunt in Saigon.
Door dit alles drong tot de Amerikanen door dat Ngô maar beter kon verdwijnen. Ontevreden Zuid-Vietnamese generaals kregen van de CIA te horen dat Amerika geen bezwaar zou maken tegen een geslaagde staatsgreep. Op 1 november 1963 bezetten opstandige legereenheden de belangrijkste punten van Saigon en Ngô sloeg op de vlucht. De volgende dag nam hij contact op met de leider van de staatsgreep. Ngô werd een veilige aftocht beloofd, maar op weg naar het vliegveld werd hij in een pantserwagen vermoord.

### Het Tonkin-incident
Sinds de val van Ngô was de Vietcong aan een snelle opmars bezig. President Johnson probeerde in 1964 het Congres ertoe te brengen hem onbeperkte bevoegdheden te geven voor militair optreden. Hij zou die echter alleen krijgen als zich daadwerkelijk Noord-Vietnamese agressie tegenover de Amerikanen zou voordoen. Op 2 augustus 1964 vond het Tonkin-incident plaats.
Voor de kust van Noord-Vietnam werd een Amerikaanse torpedobootjager aangevallen door Noord-Vietnamese torpedoboten. Het Amerikaanse schip liep nauwelijks schade op, maar het incident zorgde in Washington voor grote opwinding. De Amerikaanse regering besloot onmiddellijk nog een torpedobootjager naar de Golf van Tonkin te sturen. Twee dagen later berichtte de Amerikaanse regering dat ook die torpedobootjager werd aangevallen, een incident dat in werkelijkheid nooit had plaatsgevonden. Met dit incident was volgens de Amerikaanse regering bewezen dat Noord-Vietnam zich schuldig maakte aan agressie.
In dezelfde week van het Tonkin-incident nam het Congres met slechts twee tegenstemmers de Tonkin-resolutie aan, waarmee Johnson alle noodzakelijke maatregelen mocht nemen om elke gewapende aanval tegen de Amerikaanse strijdkrachten te vergelden en verdere agressie te voorkomen. In de pers werd later duidelijk dat het hele incident een valse vlag was, georganiseerd door de VS, en het de vonk was die nodig was om de lont aan te steken en de Vietnamoorlog te starten. President Johnson had hiermee bereikt wat nodig was om troepen massaal te mobiliseren. Het komt erop neer dat de Amerikaanse regering het eerste incident uitgelokt had en het tweede valselijk voorgewend.

### De oorlog op zijn hoogtepunt
Onder de regering-Kennedy (1961-1963) en -Johnson (1963-1969) werd de Amerikaanse hulp voortdurend opgevoerd, tot zich uiteindelijk, in april 1969, 543.400 Amerikaanse soldaten in Vietnam bevonden. Ondanks grootscheepse bombardementen en gebruik van chemische middelen (zoals het ontbladeringsmiddel Agent Orange en napalm ) kregen de Zuid-Vietnamese en Amerikaanse troepen de op het platteland zeer populaire Vietcong niet onder controle.
Na het Tet-offensief in 1968 besloot de regering-Nixon (1969-1974), onder druk van de publieke opinie, tot geleidelijke terugtrekking van de Amerikaanse troepen. Deze geleidelijke terugtrekking was ook het gevolg van een toenemende demotivatie onder de soldaten van het Amerikaanse leger, die het gevoel hadden dat de Zuid-Vietnamezen het vechten aan de Amerikanen overlieten. In de VS en Europa vonden grote demonstraties tegen de oorlog plaats.

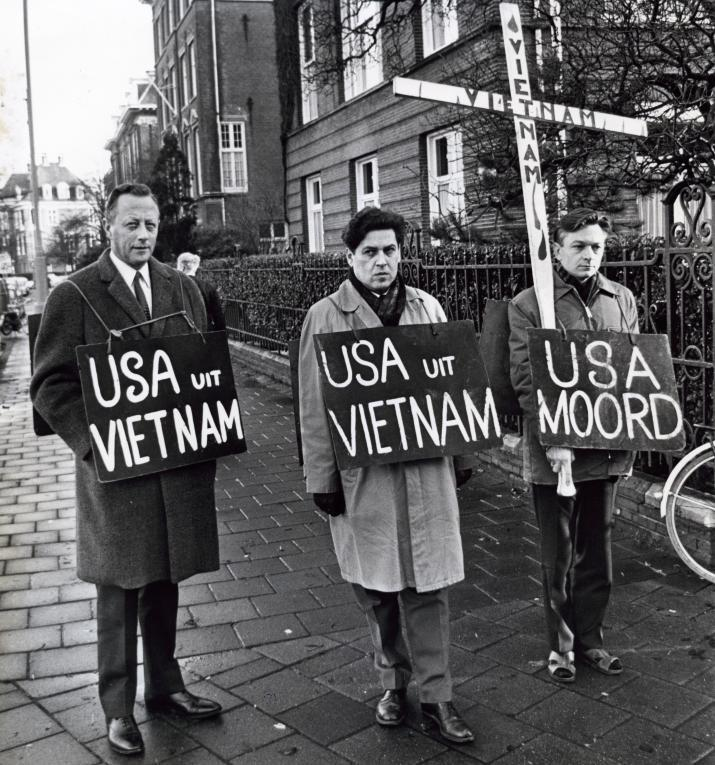
Demonstratie tegen de oorlog in Nederland

Nederland had zijn Vietnamkomité met onder anderen de bekende oud-verzetsman en CPN'er Piet Nak.

### Terugtrekking VS en val van Saigon

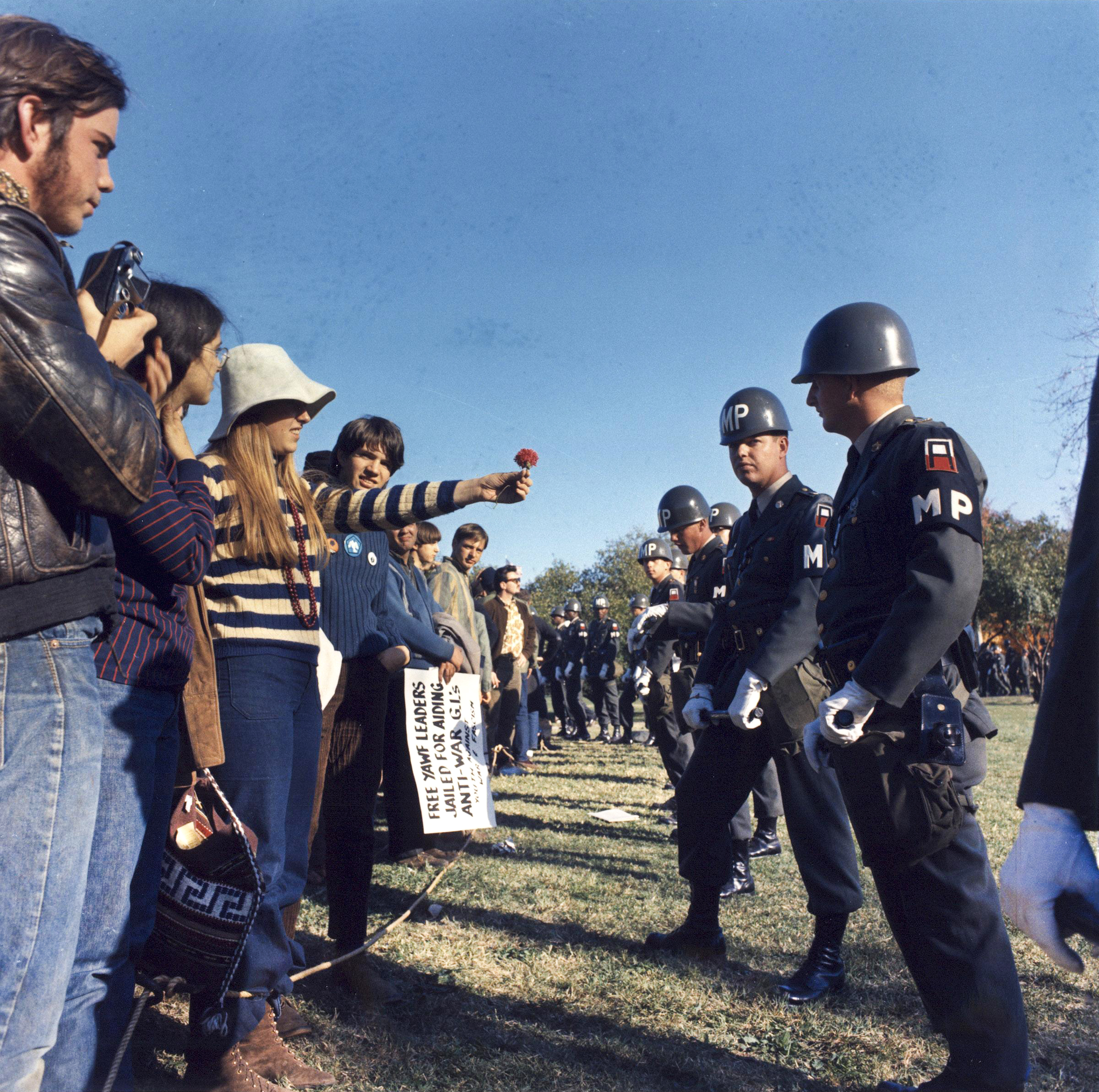
Bloemenprotest tegen de Vietnamoorlog, 1967.
Foto:S. Sgt. Albert Simpson

Op 27 januari 1973 werden de Parijse Akkoorden ondertekend. Deze akkoorden bepaalden dat Noord-Vietnam en Zuid-Vietnam door middel van vrije verkiezingen herenigd zouden worden en dat de Amerikaanse troepen binnen 60 dagen het land moesten verlaten. De Noord-Vietnamese troepen mochten wel in Zuid-Vietnam blijven. Omdat het Congres de geldkraan had dichtgedraaid trokken de VS zich snel terug. Vervolgens werd het Zuid-Vietnamese bewind van Nguyen Van Thieu (1924 - 2001) door Noord-Vietnam onder de voet gelopen. Generaal Võ Nguyên Giáp had de leiding over deze aanval.
Giáp was een succesvolle generaal die ook het brein was achter de Slag bij Điện Biên Phủ en het Tet-offensief. Deze keer koos hij voor een simpele tactiek. De slag om Saigon op 30 april 1975 won Giáp dan ook binnen 24 uur door 'gewoon' op te rukken met Sovjettanks. De Amerikanen probeerden nog te redden wat er te redden viel; vanuit de Amerikaanse ambassade werden noodvluchten georganiseerd om hun personeel en belangrijke vertegenwoordigers te redden. Er was echter zoveel materieel aanwezig dat het niet allemaal tegelijk verscheept kon worden. Om te voorkomen dat technisch materieel in handen van de Noord-Vietnamezen zou vallen, werden vliegtuigen en helikopters van vliegdekschepen in zee gedumpt.
Noord- en Zuid-Vietnam werden herenigd en in juli 1976 werd de Socialistische Republiek Vietnam uitgeroepen. De hoofdstad werd Hanoi. Saigon werd omgedoopt tot Ho Chi Minhstad.

## Impact

### Vietnam
De Vietnamoorlog heeft aan circa 2,5 miljoen Vietnamezen van beide partijen het leven gekost en grote schade toegebracht aan het land. Veel Vietnamezen raakten verwond door onder andere het gebruik van chemische middelen (zoals Agent Orange en napalm) door de Amerikanen. Nakomelingen van de Vietnamezen die in de met chemische middelen bestookte gebieden leefden, krijgen nog steeds (klein-)kinderen die lichamelijk gehandicapt worden geboren. De chemische middelen hebben het DNA van de bevolking aangetast.
Sommige delen van het land zijn nog steeds onbruikbaar door de chemische wapens die in de grond zitten en overal liggen nog delen van vliegtuigen, helikopters, tanks en blindgangers en van bommen, granaten en mijnen die destijds niet afgegaan zijn.
Na de val van Zuid-Vietnam kwam een grote stroom op gang van bootvluchtelingen die bang waren voor het nieuwe regime. Alle Zuid-Vietnamezen en zelfs sympathisanten voor het zuiden in het noorden werden zonder pardon uit hun arbeidsfunctie ontheven en op straat gezet. Paspoorten van Zuid-Vietnamezen waren niet meer geldig en reizen werd bijgevolg onmogelijk.
Na de oorlog had het nieuwe Vietnam een grote staatsschuld aan China en de toenmalige Sovjet-Unie (nu Rusland). Die schuld wordt tot op de dag van vandaag afbetaald. Daarnaast kampte Vietnam aanvankelijk met zware handelsbelemmeringen die door onder andere de VS werden opgelegd. Hierdoor was het economische herstel van het land erg moeilijk. Vanaf 1993 blokkeerden de VS niet langer internationale hulp aan Vietnam, in 1994 hieven ze het handelsembargo op en in 1995 gingen de VS diplomatieke betrekkingen aan met Vietnam.

### Verenigde Staten
58.226 Amerikanen sneuvelden of raakten vermist. Amerikaanse oorlogsveteranen uit die oorlog kampen met fysieke en psychische problemen. Lichamelijke problemen zijn niet altijd afkomstig van direct letsel. De Amerikanen die gewerkt hebben met de chemische middelen kampen met dezelfde problemen als de Vietnamezen, dus ook de daaropvolgende generaties.
Geestelijk letsel werd mede veroorzaakt doordat de teruggekeerde soldaten die als helden vertrokken, bij hun terugkeer niet als helden werden onthaald. De publieke opinie was gedurende de oorlog 180 graden gedraaid. Het verliezen van de oorlog in Vietnam (en vooral de manier waarop) gaf de Amerikanen het gevoel dat hun macht tanende was. Elke strijd die de VS na Vietnam aangingen werd ook vergeleken met die oorlog.

### Verwerking en Hollywood
Vanaf de jaren zeventig werden films en televisieseries gemaakt over de oorlog, waarin de verwerking van het trauma een centrale plaats innam. Opvallend is dat zelfs hier de Amerikanen niet eensgezind zijn. Zo laten de film We Were Soldiers en de televisieserie Tour of Duty het beeld zien van de heldhaftige Amerikaanse soldaat, terwijl Platoon en Born on the Fourth of July meer focussen op de pijn. Coming Home geeft de gevolgen van de oorlog aan het thuisfront weer. The Deer Hunter laat zien hoe personen kunnen veranderen na oorlogshandelingen en krijgsgevangenkampen. Apocalypse Now en Platoon worden wel gezien als de definitieve films over deze oorlog. Apocalypse Now (een van de weinige films waarin wordt gesproken over geheime missies in Cambodja) geeft zonder partij te kiezen de waanzin van oorlogen in het algemeen aan (het citaat The horror! is ontleend aan de roman Heart of Darkness (1899) van Joseph Conrad). Platoon toont ondubbelzinnig het proces van morele verwording dat militairen in een oorlog ondergaan: fatsoenlijke mannen maken zich in het veld ondergeschikt aan criminelen, vaak lager in rang, die minder moeite hebben met de wrede beslissingen die noodzakelijk zijn of lijken te zijn. De film Full Metal Jacket geeft in het eerste deel de sterk theoretische kant van deze oorlog weer, in het tweede deel volgt de praktijk, die in het geheel niet aansluit bij de opleiding. De Vietnamese kant van deze langdurige oorlog is, voor zover bekend, nooit verfilmd door Hollywood hoewel Oliver Stones Heaven & Earth hier toch een poging toe waagt.
In de documentaire The Fog of War reflecteert voormalig minister van defensie van de Verenigde Staten Robert McNamara op de Vietnamoorlog. Hij refereert aan een bijeenkomst jaren na de oorlog waar het verschil in inzicht tussen de strijdende partijen naar voren komt. De Noord-Vietnamezen vergeleken de Amerikanen met de koloniale mogendheid Frankrijk. McNamara: 'Wij zagen Vietnam als een onderdeel van de Koude Oorlog. Niet zoals zij het zagen: een burgeroorlog.'
De documentaire The Vietnam War is een prestigieuze en alomvattende reeks van Ken Burns en Lynn Novick over de oorlog in Vietnam. Deze tiendelige PBS-reeks vertelt het volledige verhaal van het controversiële conflict: van de diepe wortels in het kolonialisme en de ontmanteling van Frans Indochina tijdens de eerste Vietnamoorlog, over de tweede Vietnamoorlog met de Amerikanen (1955-1975), tot de gevolgen vandaag.

### Herdenking

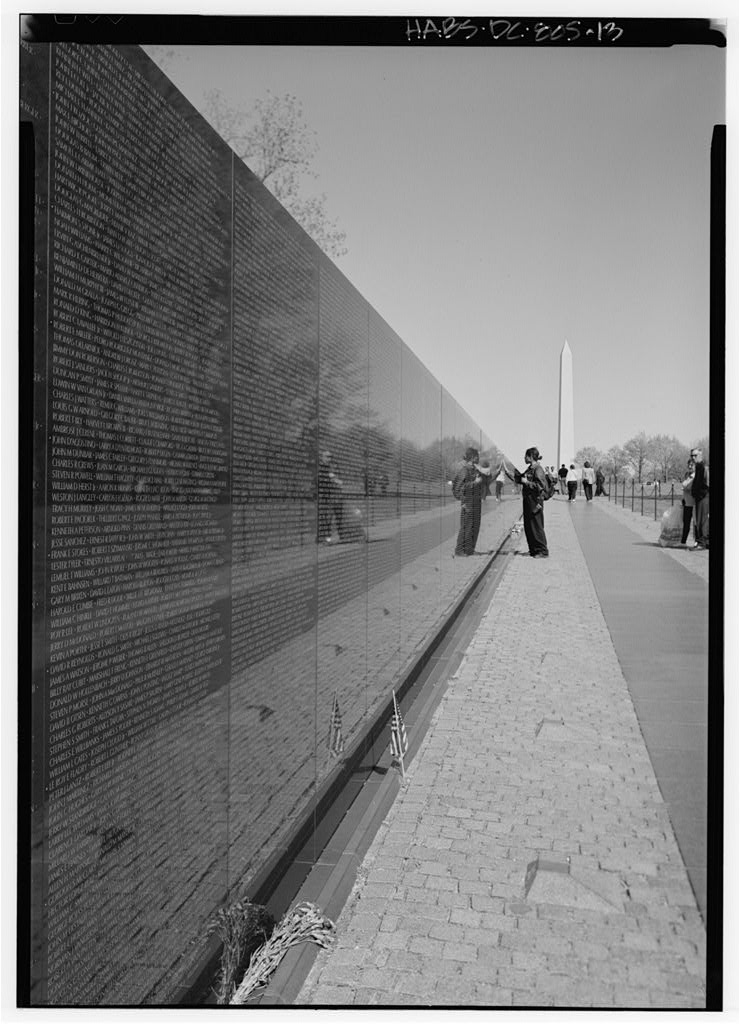
Het Vietnammonument in Washington DC

In 1982 werd in Washington het Vietnam Veterans Memorial onthuld. Het monument bestaat uit een granieten muur met daarop de namen van alle gesneuvelde Amerikaanse soldaten.
Op diverse andere locaties, binnen en buiten de VS, zijn monumenten voor deze oorlog opgericht.